# Mihály Hesz
Mihály Hesz (Nógrád, Nógrád, 15 de dezembro de 1943) é um ex-canoísta húngaro especialista em provas de velocidade.

## Carreira
Foi vencedor da medalha de Ouro em K-1 1000 m em Cidade do México 1968 e da medalha de Prata na mesma categoria em Tóquio 1964.